# Sprengboot M.T.R.
Das Sprengboot M.T.R. (M.T.R. = Motoscafo Turismo Ridotto) war ein in Kleinstserie produziertes Sprengboot der italienischen Marine, das sich an seinem Vorgänger, dem Sprengboot M.T.M. orientierte. Das Vorgängermodell entsprach nicht der von der italienischen Marineleitung erwarteten Flexibilität hinsichtlich des Transportes der Boote. Vor allem zwangen jedoch die umständlichen Überlandfahrten, die aufgrund der alliierten Lufthoheit nur noch bei Nacht stattfinden konnten, zu einem Umdenken. Um auch das umständliche Zu-Wasser-Bringen der Boote zu vermeiden, beharrte die Marineleitung darauf, dass der neue Sprengboottyp:
1. huckepack auf einem konventionellen U-Boot zu transportieren sein sollte und
2. sämtliche positiven Eigenschaften des Vorgängermodells (Antrieb, Vortrieb, Zündmechanismen, Fahrbereich usw.) in kleineren Abmessungen übernehmen sollte.

So rückte der zu dieser Zeit zurückgestellte Entwurf des M.T.R. in den Fokus der Marineleitung. Dieses sollte alle bewährten Eigenschaften in sich vereinen. Mit dem Bau des Bootskörpers wurde erneut die Werft Cantieri Navali Baglietto in Varazze beauftragt. Die Maschinenteile lieferte wieder die Firma C.A.B.I. aus Mailand. Nach der Fertigstellung des Prototyps wurde dieser im August und September 1942 ausführlichen Tests unterzogen. Obwohl das neue Sprengboot den Spezifikationen der Marineleitung entsprach, zeigte sich diese enttäuscht und bestellte nur acht Boote, die im Oktober 1942 geliefert wurden.

## Einsätze
Der erste Einsatz des Sprengbootes M.T.R. fand am 18. Juli 1943 statt. Dazu wurden drei dieser Boote huckepack auf dem italienischen U-Boot Ambra in die Nähe des Hafens von Augusta (Sizilien) gebracht. Dort sollten die Sprengboote die vor Anker liegenden alliierten Geleitschiffe angreifen. Das U-Boot wurde jedoch von Flugzeugen gesichtet und beim folgenden Angriff so schwer beschädigt, dass die Operation abgebrochen werden musste. Der Ambra gelang jedoch noch die Flucht, bevor sie vollends zerstört wurde.
Ein weiterer Einsatz sollte am 7./8. September 1943 folgen. Dazu wurden vier M.T.Rs durch das italienische U-Boot Murena in die Straße von Gibraltar gebracht, um dort die Schifffahrtswege zu stören. Allerdings wurde diese Operation durch den Waffenstillstand von Cassibile überholt und abgebrochen. Nach diesen Waffenstillstand zerfiel das Königreich Italien in die nördliche Italienische Sozialrepublik (R.S.I.) sowie in das südliche alliiertentreue Italien. Dies hatte zur Folge, dass die Marineeinheiten der R.S.I. unter deutsche Kontrolle fielen. Dazu gehörten auch vier Sprengboote M.T.R., die noch bis zum Frühjahr 1945 im Einsatz standen.

## Spezifikationen
Die Spezifikationen des Sprengbootes M.T.R. sind nahezu identisch mit denen des Sprengboots M.T.M. Der aus Holz bestehende Bootskörper wurde nach dem Eintreffen der Maschinenteile von Marineangehörigen endmontiert und erhielt, seinem Einsatzzweck folgend, im Bugbereich eine 330 kg schwere Sprengladung aus Trioliltal. Der Steuerstand des Sprengbootes befand sich wie beim Vorgängermodell im Heckbereich, um eine gleichmäßige Gewichtsverteilung zwischen Sprengladung im Bug und Pilot sowie Maschine im Heck zu gewährleisten. Vor dem Piloten waren auch alle Bedienungs- und Kontrollinstrumente des Sprengbootes untergebracht. Zusätzlich verfügte der Pilot über einen Magnetkompass sowie Paddel, die ein geräuschloses Annähern an den Feind erlauben sollten.

### Typ M.T.R.M.
Die Modifikation Sprengboot M.T.R.M (M.T.R.M. = Motoscafo Turismo Ridotto Modificato) ist nahezu identisch mit dem Sprengboot M.T.R. Wie das M.T.R. wurde auch das M.T.R.M. so konzipiert, dass es von einem konventionellen U-Boot ins Zielgebiet gebracht werden konnte.
Sowohl Bootskörper (Firma Baglietto Varazze) wie auch die Maschinenteile (Firma C.A.B.I. Mailand) wurden unverändert mit gleichen Abmessungen vom Sprengboot M.T.R. übernommen. Einzige Ausnahme bildete beim M.T.R.M. eine geringe Modifikation im Steuerstand des Sprengbootes. Diese ist jedoch nicht näher verifiziert. Sie muss jedoch gering gewesen sein, da selbst die italienische Marineleitung nicht zwischen M.T.R. und M.T.R.M. unterschied. Insgesamt wurden 12 dieser Boote bestellt und im Oktober 1942 geliefert. Dokumentierte Einsätze dieses Sprengboottyps liegen nicht vor. Es ist anzunehmen, dass aufgrund der Ähnlichkeit beider Typen keine Differenzierung erfolgte.

## Einsatzzweck
Der Sinn des Sprengbootes lag wie seine Vorgänger darin, dass der Pilot sich langsam seinen Ziel nähern sollte und ab einer bestimmten Entfernung oder seiner Entdeckung mit Volllast auf dieses zurasen sollte. Zwischen 100 und 200 Meter vor dem Einschlag sollte der Pilot alle Kommandogeräte des Sprengbootes blockieren und die Sprengladung entsichern. Unverzüglich danach sollte er mit einem auf dem Boot liegenden Schwimmfloß mittels kleiner Sprengkapsel hinauskatapultiert werden. Versagte diese, musste er abspringen. Traf das Sprengboot auf sein Ziel, wurde ein am Bug befestigter Zündmechanismus in Form eines heruntergeklappten Hakens ausgelöst. Dieser wiederum löste einen kleinen Sprenggürtel aus, der mittschiffs durch das Boot verlief. Das Boot sollte hierbei in zwei Teile zerbrechen. Der Bug des Schiffes, in dem sich der Sprengstoff befand, zündete verzögert durch einen Wasserdruckzünder, der auf 1 Meter Wassertiefe eingestellt war. Damit sollte das angegriffene Feindschiff maximal beschädigt bzw. versenkt werden. Um Distanzen zu überbrücken, die außerhalb der Reichweite des Sprengbootes lagen, wurde es von einem konventionellen U-Boot in das Zielgebiet transportiert und dort losgemacht.